# Železniční trať Choceň–Litomyšl
Železniční trať Choceň–Litomyšl (v jízdním řádu pro cestující označená číslem 018) je jednokolejná regionální dráha z Chocně přes Vysoké Mýto do Litomyšle.

## Historie

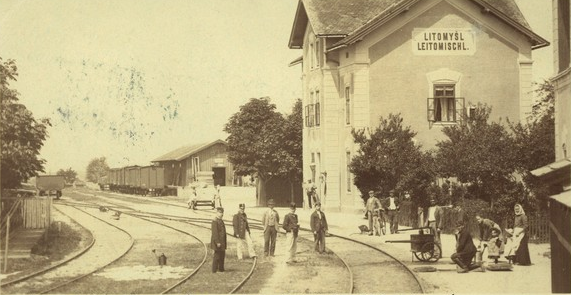
Nádraží v Litomyšli a trať na historické pohlednici z konce 19. století

### Plány a iniciace stavby
Myšlenku vybudování železniční dráhy vedoucí přes Vysoké Mýto od počátku podporoval místní cukrovar už v roce 1868. Roku 1869 byl pak ve Vysokém Mýtě zřízen stálý obecní výbor pro získání železničního přípoje. Myšlenka se však nesetkávala s podporou, samotné město bylo ochotno přispět nejvyšší částkou 10 000 zlatých a celé úsilí bylo koordinováno s paralelně vzniklými výbory v Litomyšli a Poličce. V roce 1870 byla koncesována Rakouské severozápadní dráze trať z Hlinska přes Litomyšl do Ústí nad Orlicí, k jejíž stavbě ale pro velký rozpočtový náklad nikdy nedošlo.
Již v roce 1875 nechalo představenstvo obce Vysoké Mýto od firmy Hügel & Sager pořídit generální projekt trati Choceň – Litomyšl. O čtyři roky později pak došlo ke spojení výborů Litomyšle a Vysokého Mýta, které vyústilo ke zdárnému jednání se Společností státní dráhy.
Roku 1881 začala stavba samotné trati, k té přispělo město Vysoké Mýto příspěvkem 12 000 zlatých a odstoupením obecních pozemků. Vysokomýtský cukrovar přispěl částkou 25 000 a cerekvický 15 000 zlatými. Litomyšl musela pak složit 20 000 zlatých a věnovat zdarma pozemky na nádraží. Stavba byla svěřena podnikateli Houdkovi z Chocně, tehdejšímu zámožnému staviteli a starostovi města.
List povolení Františka Josefa Prvního ze dne 21. srpna 1881 daný ku stavbě a užívání místních železnic (kromě jiných) z Chocně do Litomyšle propůjčoval koncesi priv. rakouské železnici státní. Společnost jest povinna stavbu železnic do konce roku 1882 dokonati, obecnou jízdu po nich zavésti a po všechen čas koncese nepřerušeně po nich jezditi.
Slavnostní zahájení provozu se konalo v neděli 22. října 1882. Akci přihlíželo velké množství obyvatelstva. Dráhu vlastnila Rakouská společnost státní dráhy od října 1882 až do svého zestátnění 1. 1. 1908. V roce 1958 byla provedena změna zaústění koleje do nádraží Choceň.

### Po roce 2000

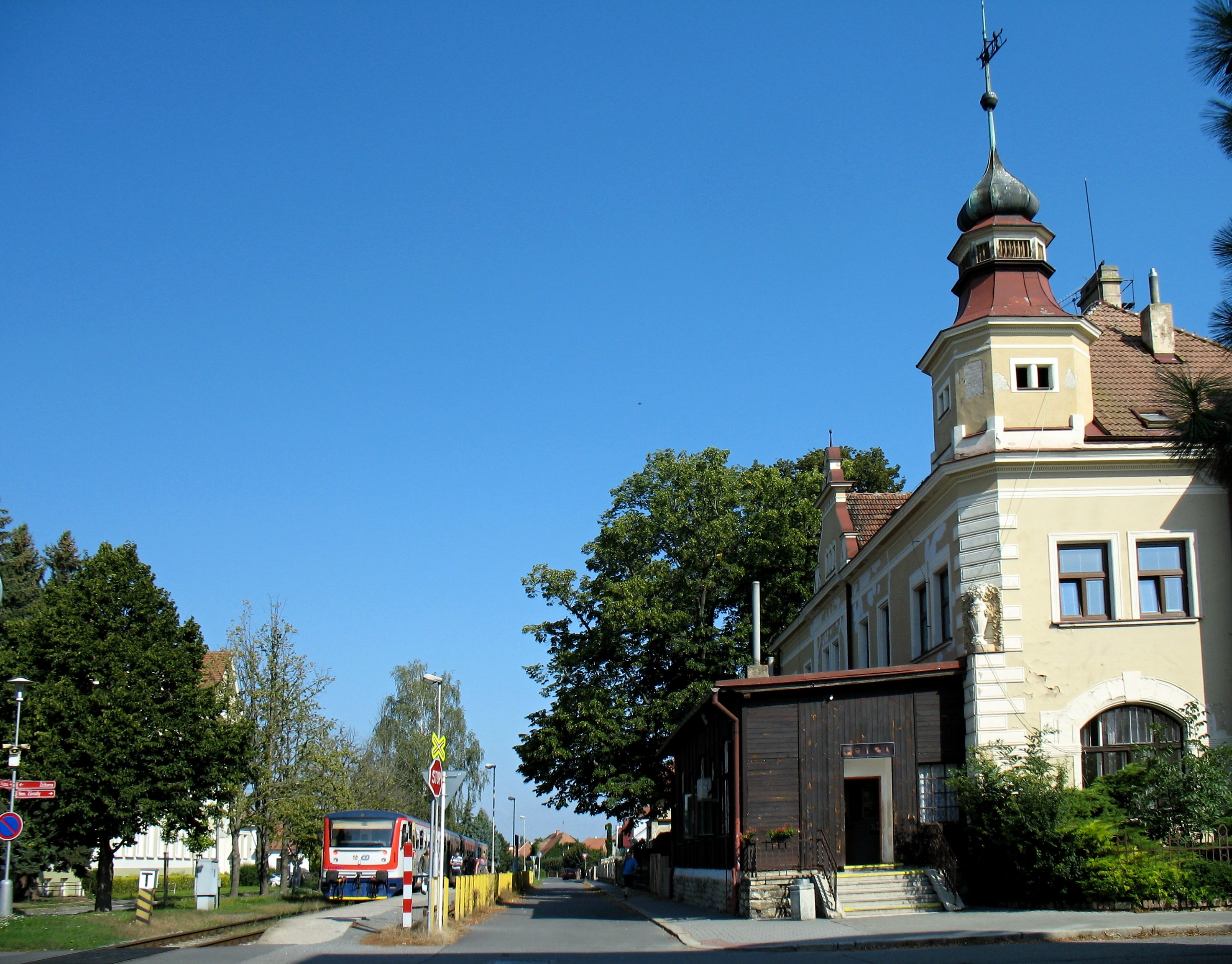
Zastávka Vysoké Mýto město

Mezi Vysokým Mýtem a Litomyšlí vede v souběhu se silnicí I/35, což v kombinaci s nižší rychlostí vedlo ke snahám o zastavení osobní dopravy.
Po roce 2000 přibývaly spoje v kratším úseku Choceň – Vysoké Mýto, litomyšlský úsek stagnoval; po roce 2010 objednával Pardubický kraj přes 20 párů spojů do Vysokého Mýta, současné však v rámci tzv. optimalizace dopravy prosazoval zastavení osobní dopravy do Litomyšle. Proti tomu se zvedly občanské protesty, zejména petice organizovaná stranou Věci veřejné. Na dalších jednáních zástupci kraje záměr zmírnili a prosadili mezi Vysokým Mýtem a Litomyšlí omezení z deseti párů vlaků na pět (zbytek nahrazen autobusy) a petice označili za „zbytečné“.

### Stanice na trati
V roce 1900 byly podle tehdejšího jízdního řádu v provozu tyto stanice:
Slatina-Šnakov, Vysoké Mýto, Vysoké Mýto zast., Džbánov, Česká Hrušová, Cerekvice-Č. Hruš., Cerekvice, Řídký, Tržek, Nedošín, Litomyšl.

## Provoz na trati
| období jízdního řádu                                                                | číslo tratě a celkový rozsah tratě | počet vlaků (v části tratě)                                        |
| ----------------------------------------------------------------------------------- | ---------------------------------- | ------------------------------------------------------------------ |
| 1900                                                                                | 9 Choceň – Litomyšl                | 4 Os                                                               |
| 1921 léto                                                                           | 14 Choceň – Litomyšl               | 5 Os + 1 Sm                                                        |
| 1928/29 zima                                                                        | 4 Choceň – Litomyšl                | 5 Os + 4 N Choceň – Vysoké Mýto, 5 Os + 2 N Vysoké Mýto - Litomyšl |
| 1937/38 zima                                                                        | 15 Choceň – Litomyšl               | 11 Os                                                              |
| 1944/45                                                                             | 501d Choceň – Litomyšl             | 8 Os                                                               |
| 1945/46                                                                             | 1k Choceň – Litomyšl               | 9 Os                                                               |
| 1959/60                                                                             | 1k Choceň – Litomyšl               | 11 Os                                                              |
| 1988/89                                                                             | 016 Choceň – Litomyšl              | 10 Os Choceň – Vysoké Mýto, 7 Os Vysoké Mýto – Litomyšl            |
| 2002/03                                                                             | 018 Choceň – Litomyšl              | 15 Os Choceň – Vysoké Mýto, 11 Os Vysoké Mýto – Litomyšl           |
| 2013/14                                                                             | 018 Choceň – Litomyšl              | 22 Os Choceň – Vysoké Mýto, 7 Os Vysoké Mýto – Litomyšl            |
| 2015/16                                                                             | 018 Choceň – Litomyšl              | 21 Os Choceň – Vysoké Mýto, 6 Os Vysoké Mýto – Litomyšl            |
| Vysvětlivky Sm – smíšený vlak, N – nákladní vlak s přepravou osob, Os – osobní vlak |                                    |                                                                    |

## Navazující tratě
V Chocni navazují tratě:
- Železniční trať Kolín – Česká Třebová
- Železniční trať Velký Osek – Choceň

## Stanice a zastávky

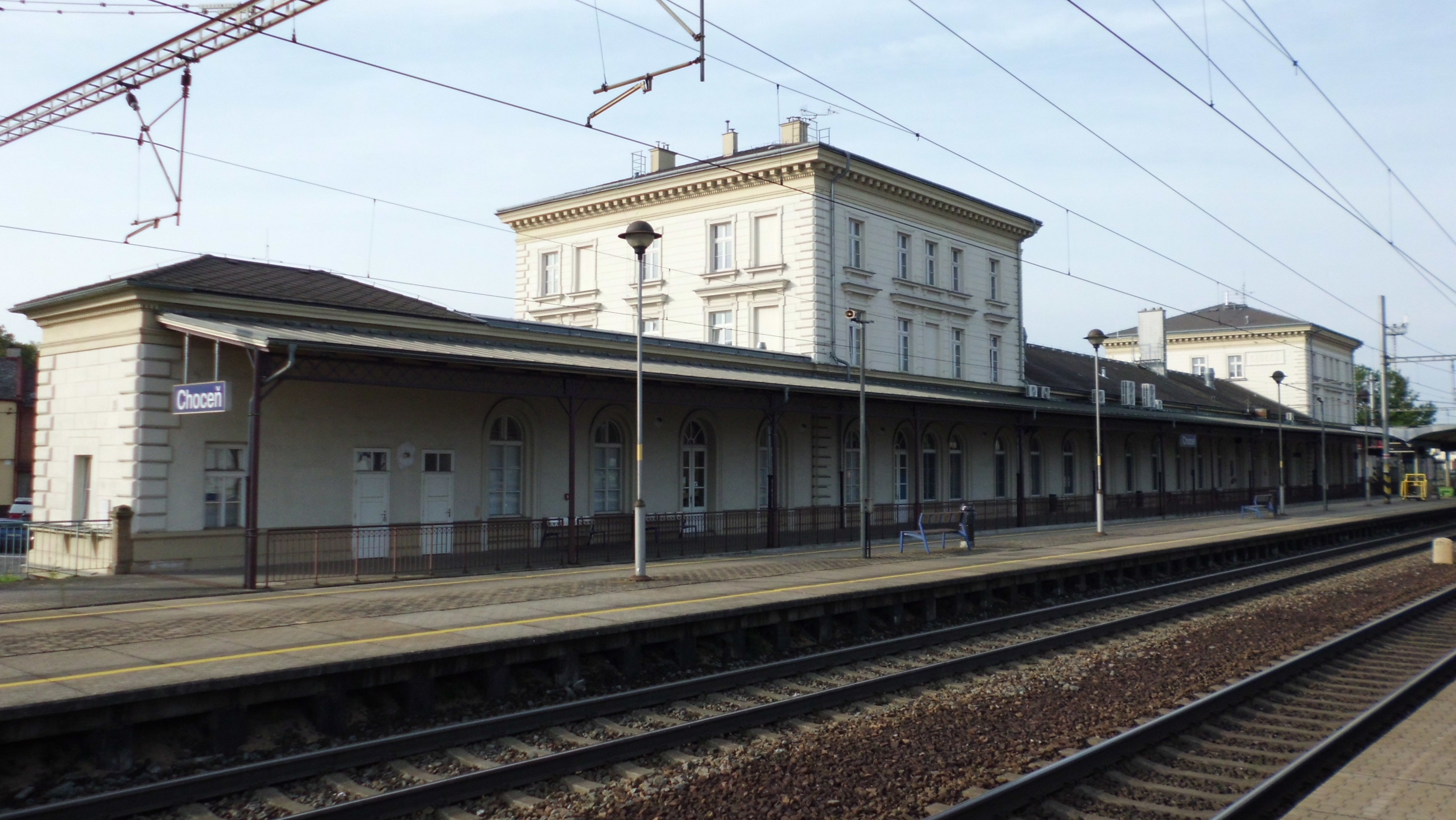
Choceň
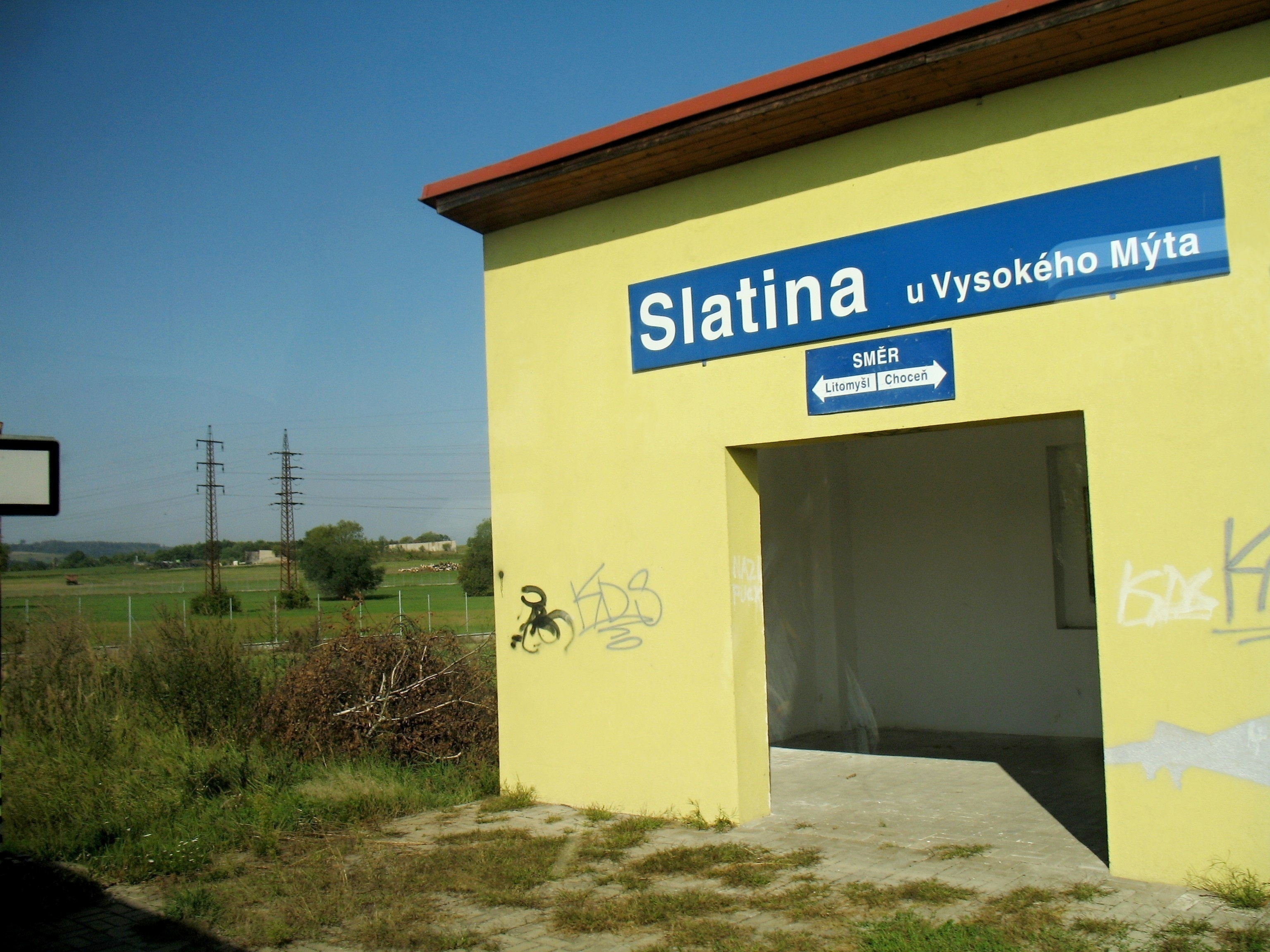
Slatina u Vysokého Mýta
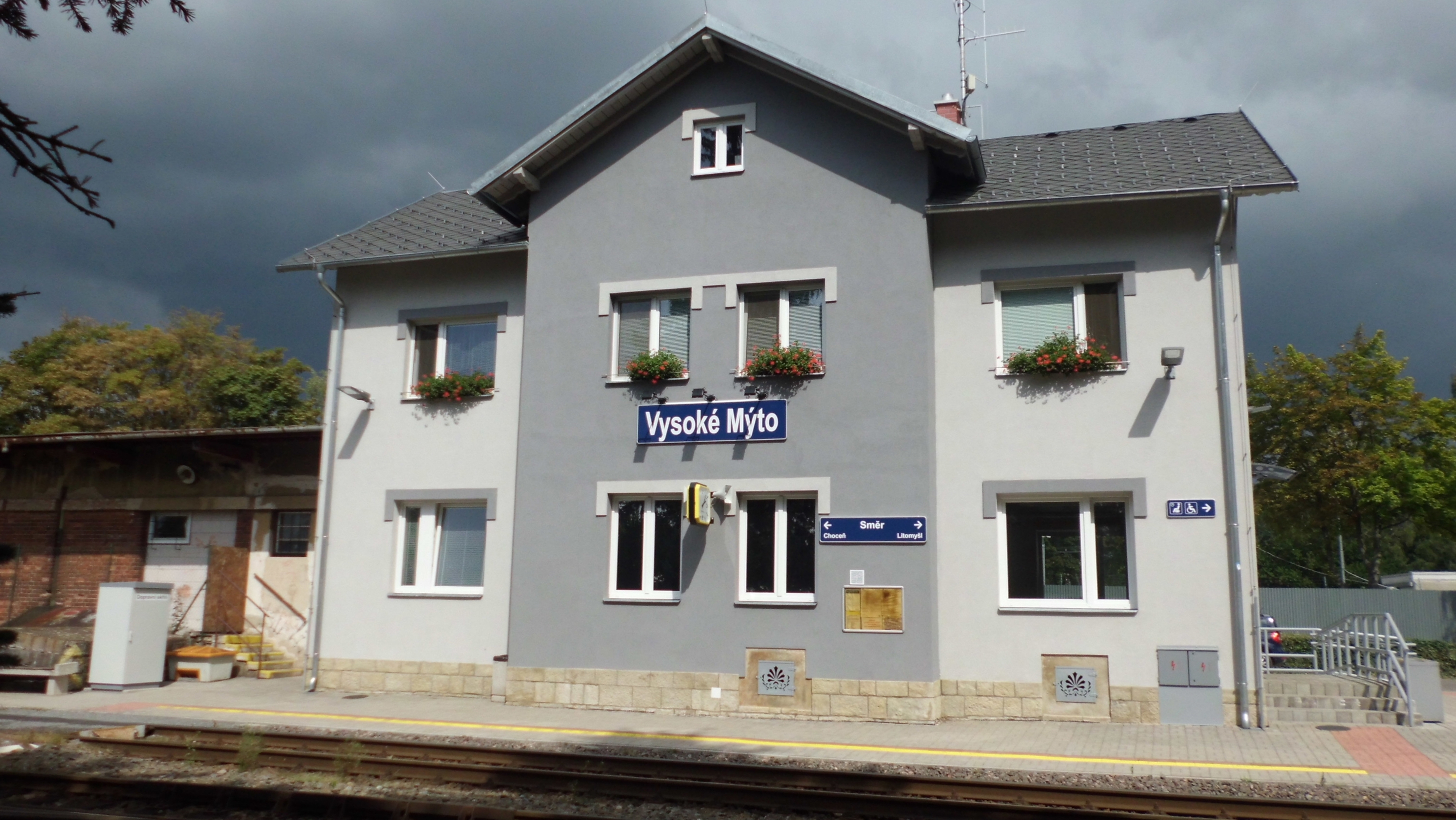
Vysoké Mýto
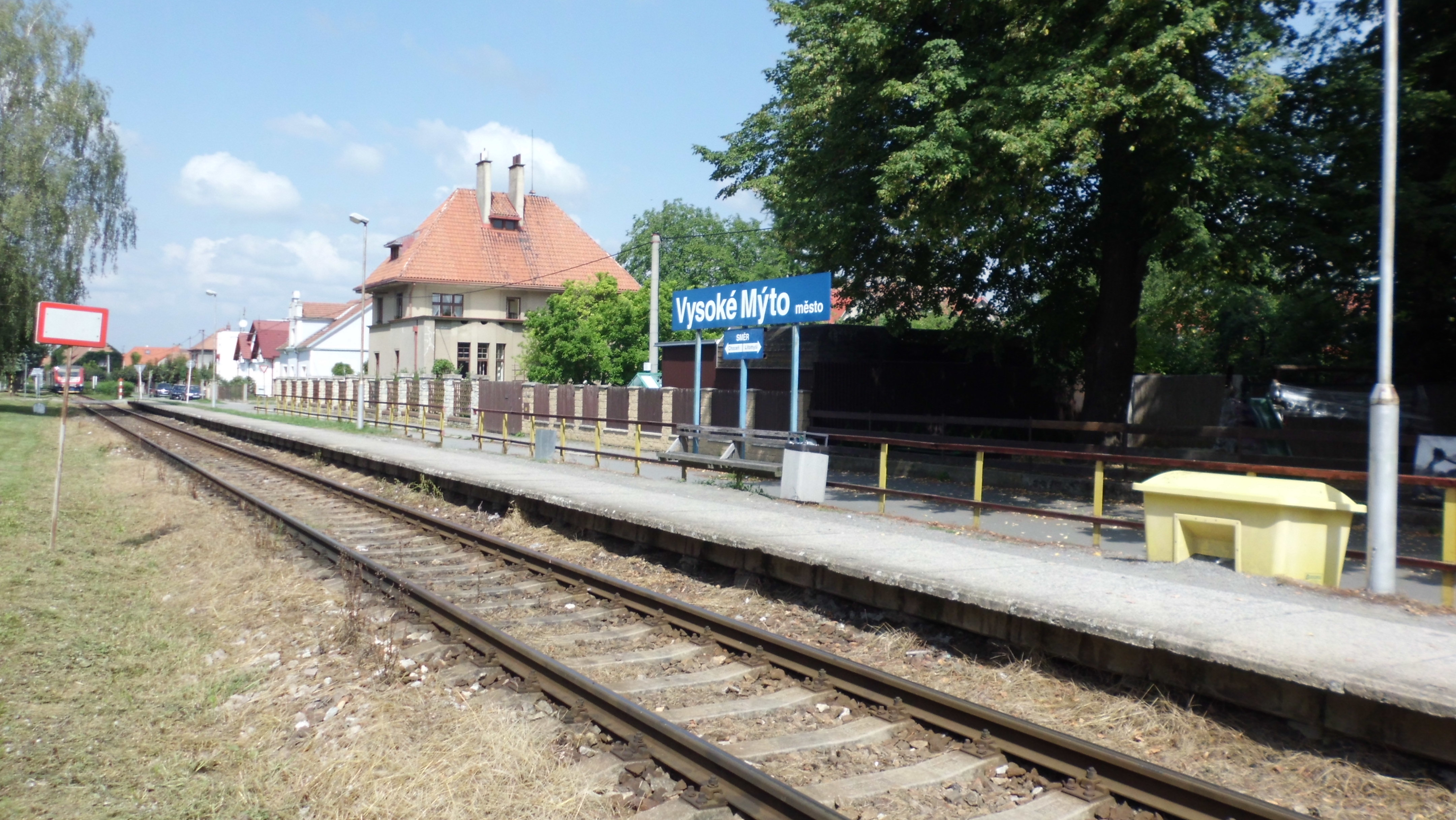
Vysoké Mýto město
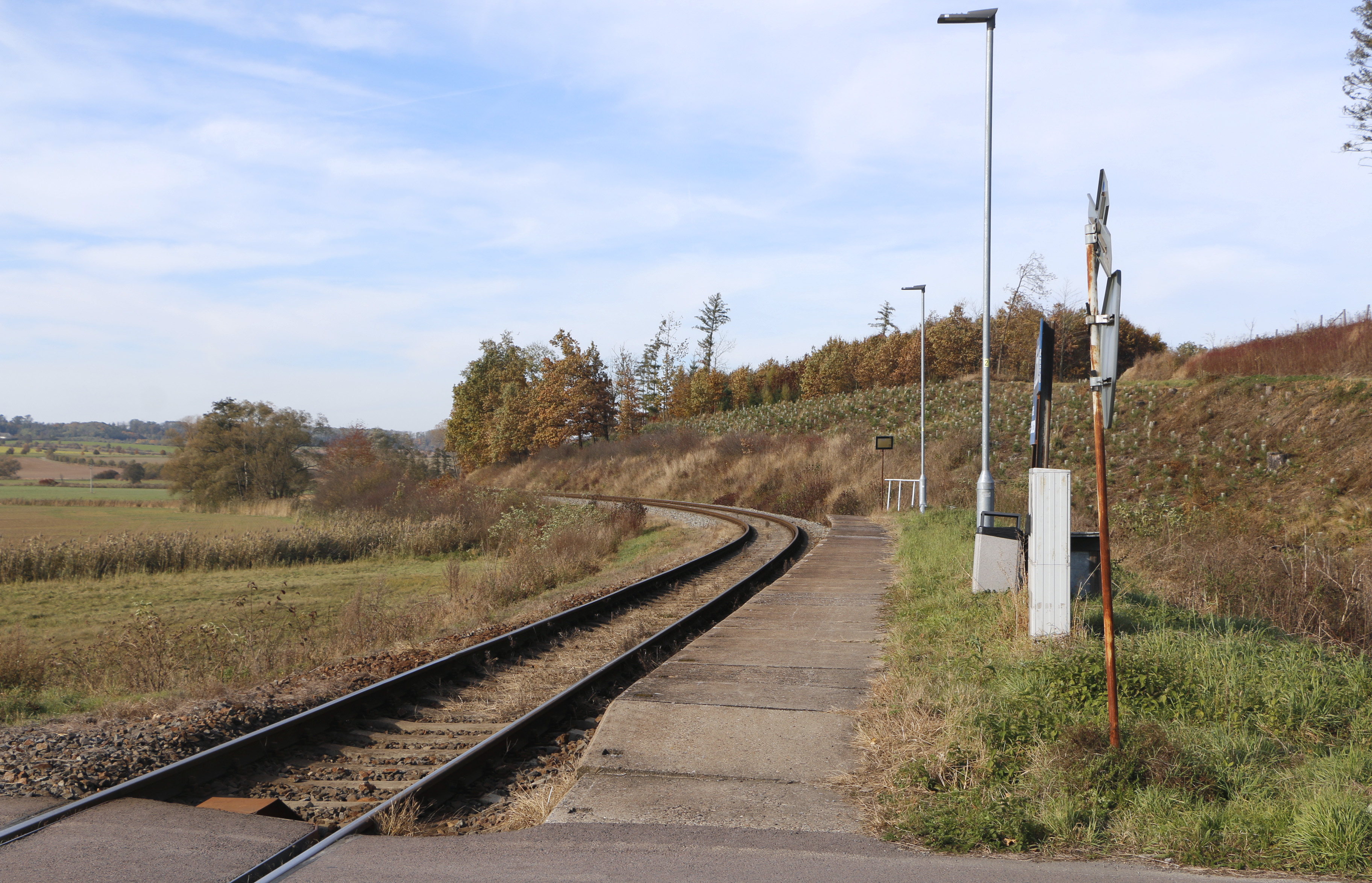
Džbánov
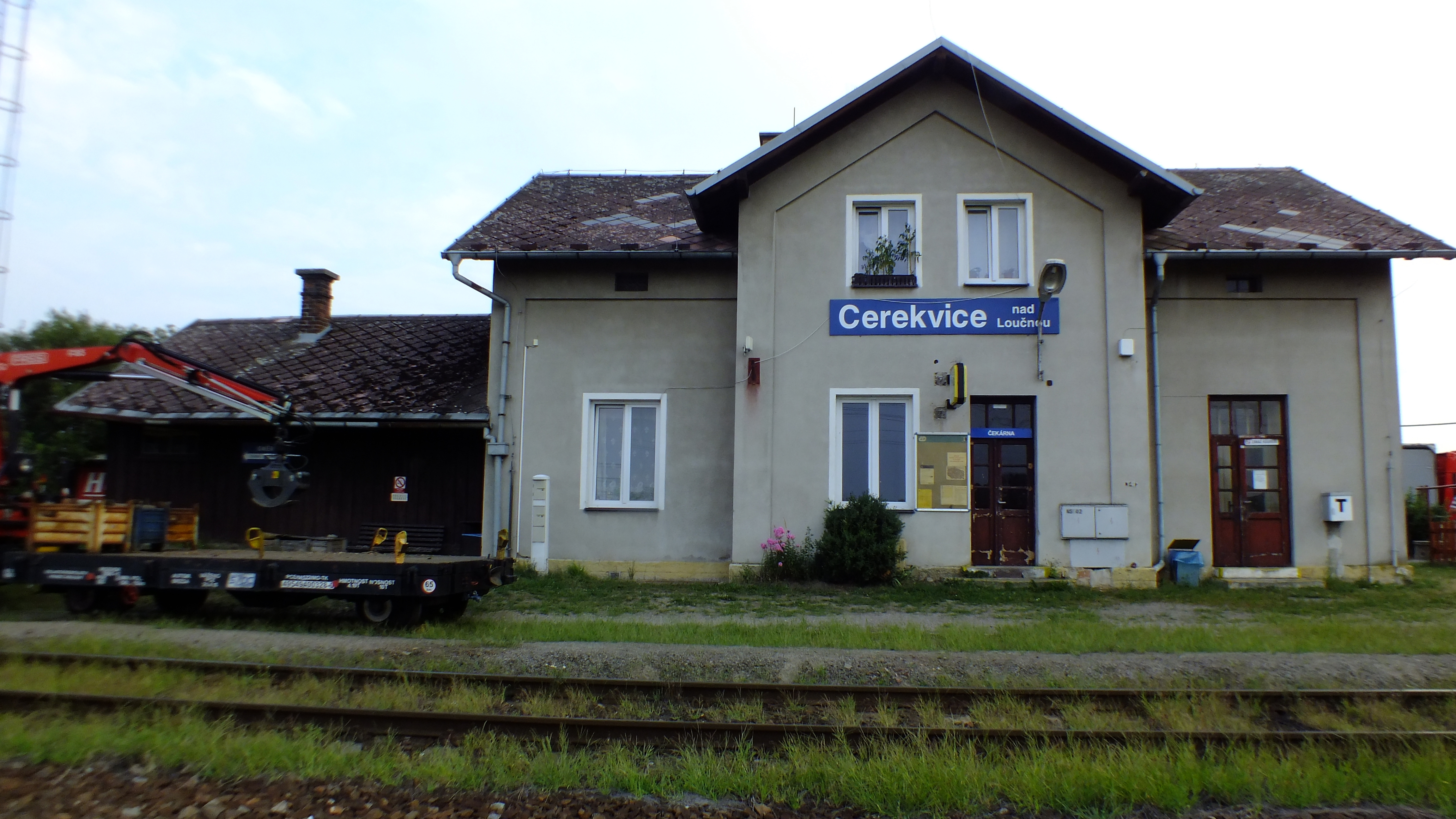
Cerekvice nad Loučnou
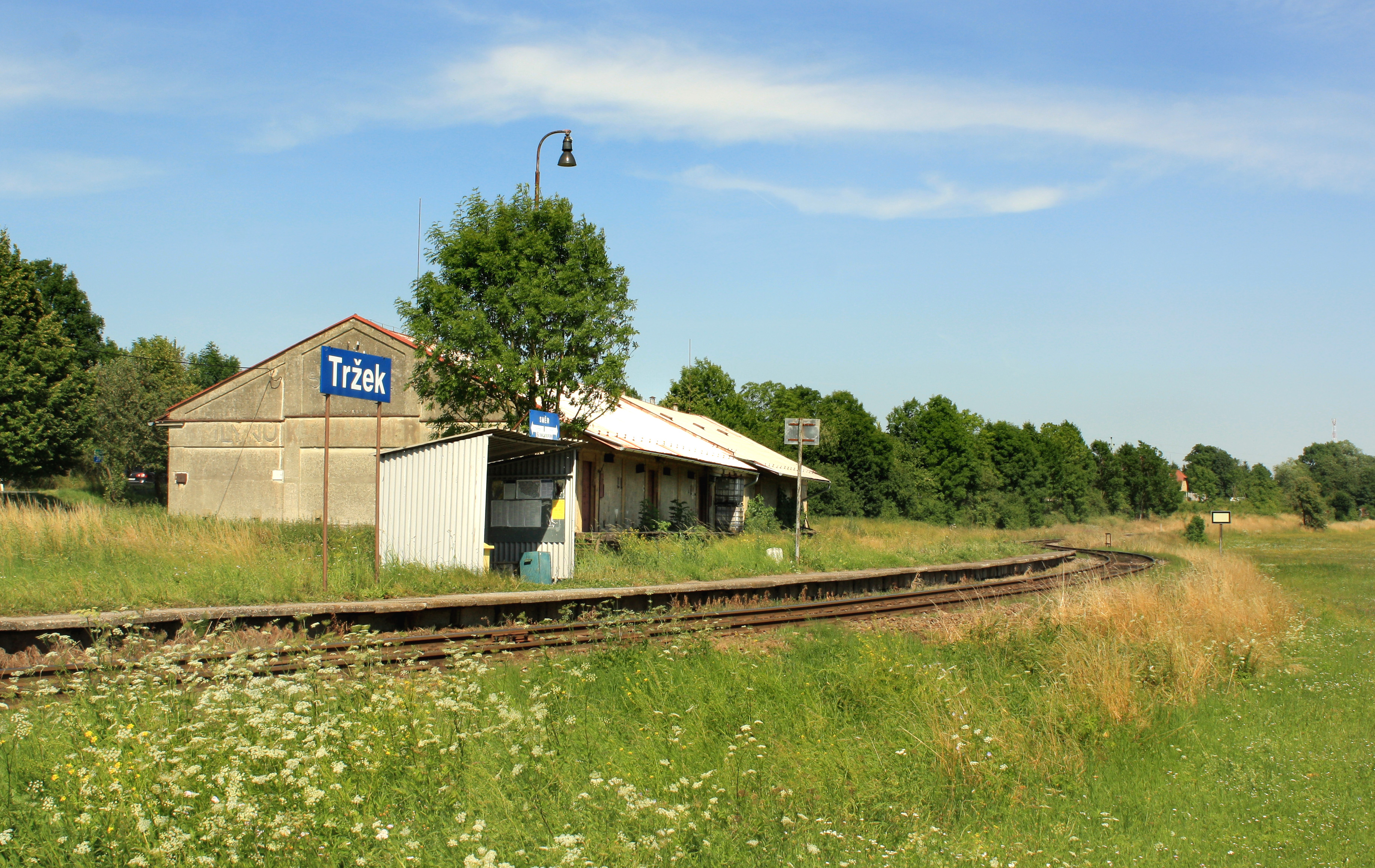
Tržek
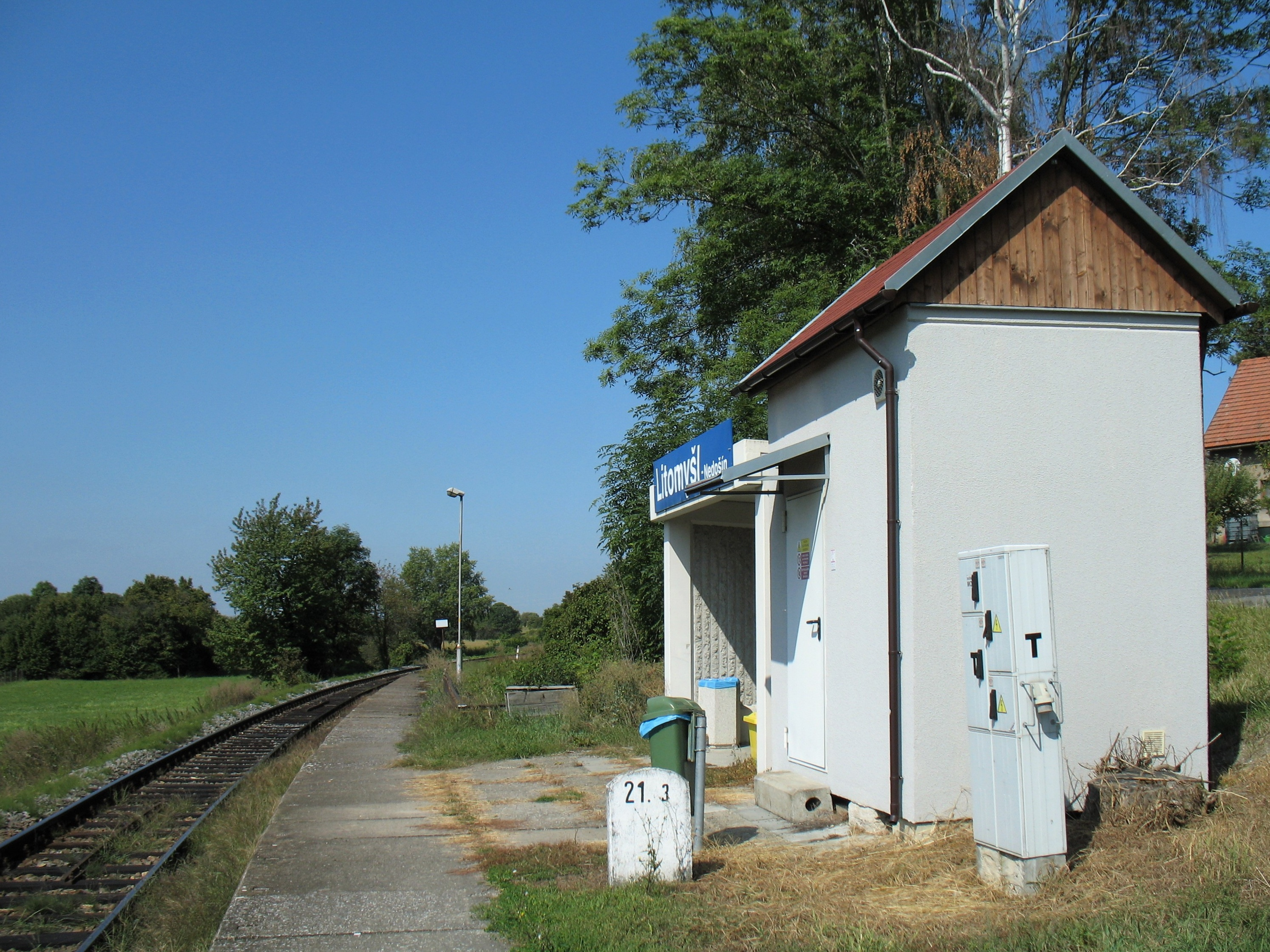
Litomyšl-Nedošín
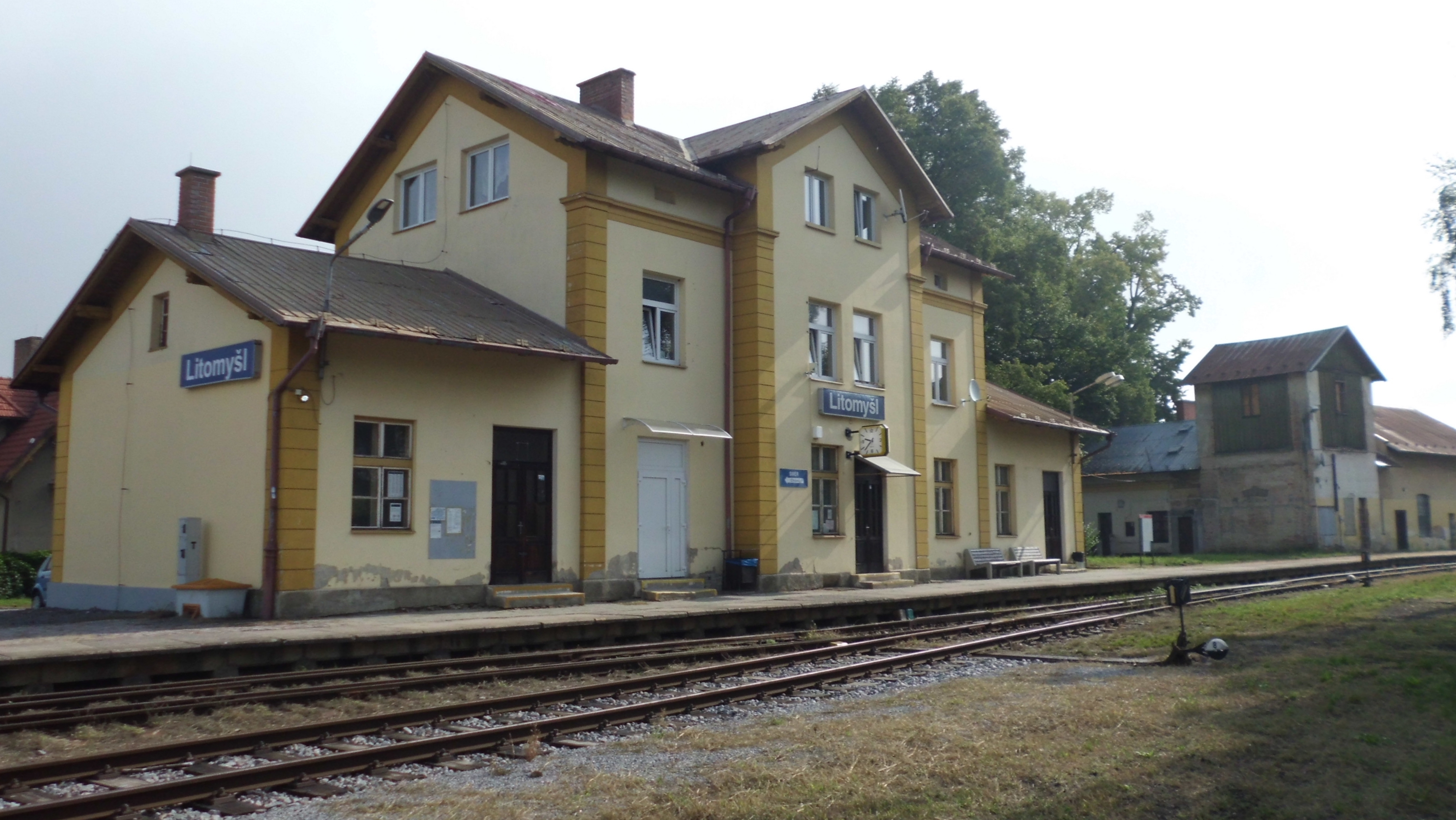
Litomyšl